# Cronologia da história da Chechênia
Esta é uma cronologia da História da Chechênia.
- 1 de novembro de 1991 - Declaração de independência da Chechênia.
- 11 de dezembro de 1994 - Intervenção das tropas russas e primeira guerra.
- 31 de agosto de 1996 - Acordos de paz de Khassaviourt.
- 27 de janeiro de 1997 - Eleição de Aslan Maskhadov para a presidência do país.
- 7 de agosto de 1999 - Ataque de forças islamistas ao Daguestão.
- 25 de agosto de 1999 - Bombardeios da força aérea russa.
- 1 de outubro de 1999 - Soldados e tanques russos invadem a Chechênia. Começa a segunda guerra.
- Junho de 2000 - O novo presidente russo, Vladimir Putin, coloca a Chechênia “diretamente sob administração presidencial”.
- 18 de novembro de 2001 - Primeiro encontro entre Ahmed Zakaiev, representante do presidente checheno, e Viktor Kazantsev, representante do presidente russo.
- 27 de janeiro de 2002 - Dia em que expirou o mandato do presidente da Chechênia, Aslan Maskhadov, de quem Moscou já não reconhece legitimidade. Dois generais e doze soldados russos são mortos na explosão de um helicóptero que sobrevoava a Chechênia.